# Laduselet
Laduselet är en sjö i Vilhelmina kommun i Lappland och ingår i Ångermanälvens huvudavrinningsområde. Sjön har en area på 0,0665 kvadratkilometer och ligger 517,6 meter över havet.